# Iridana magnifica
Iridana magnifica är en fjärilsart som beskrevs av Hawker-smith 1933. Iridana magnifica ingår i släktet Iridana och familjen juvelvingar. Inga underarter finns listade i Catalogue of Life.